# Al treilea ochi

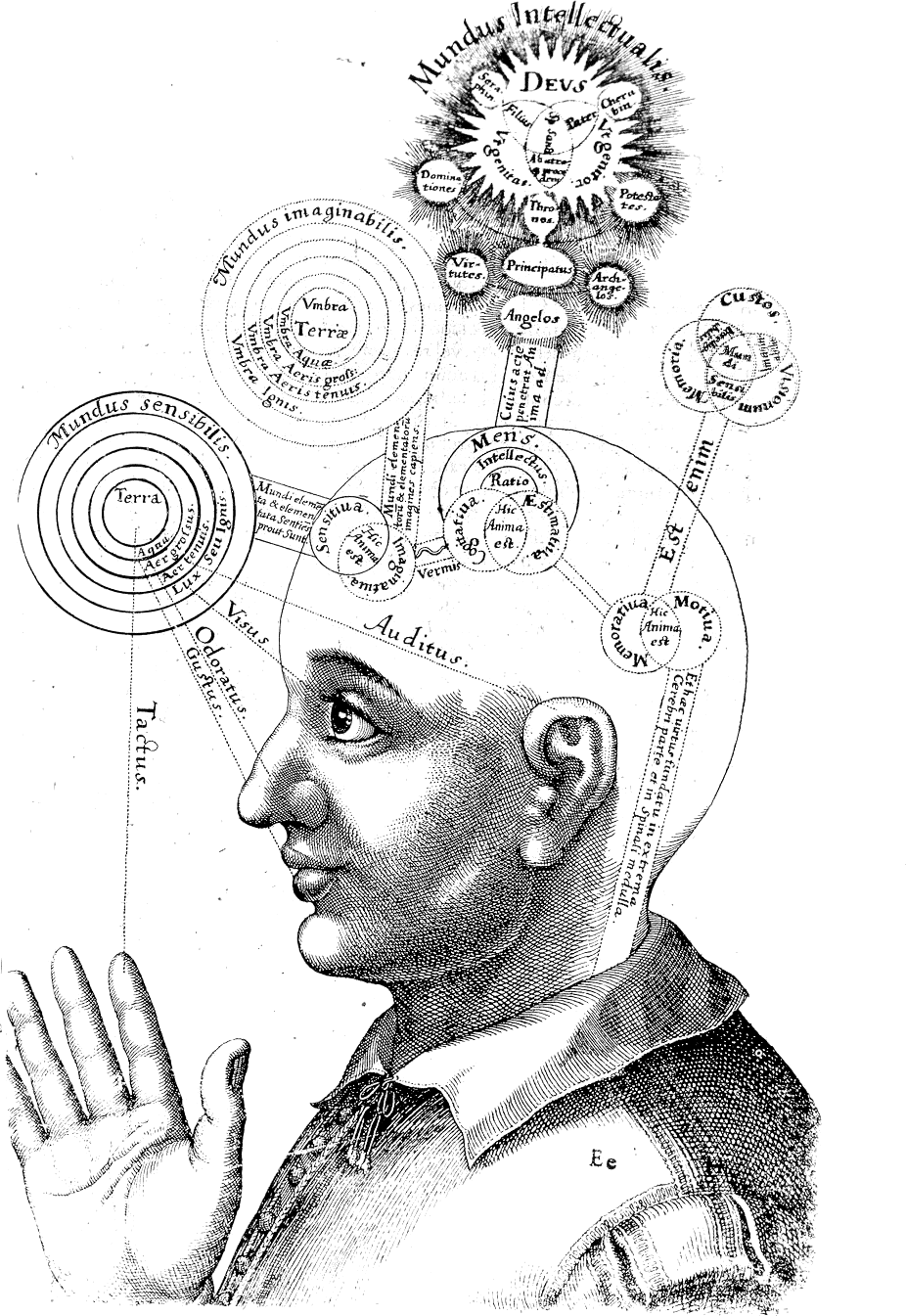
Desen din secolul al 17-lea reprezentând conexiunea celui 'de-al treilea ochi' cu 'lumilor superioare' de alchimistul Robert Fludd.

Al treilea ochi (cunoscut de asemenea ca ochiul interior) este un concept metafizic și ezoteric care se referă parțial la ajna (frunte) chakra în anumite tradiții spirituale Orientale și Vestice. Se mai face referire la el ca poarta care conduce spre ținutul interior și către locuriile conștiinței superioare. În spiritualitatea Modernă, al treilea ochi mai poate simboliza o stare de iluminare sau evocarea unor imagini mentale având o semnificație spirituală sau psihologică profund personală.   
- Al treilea ochi este deseori asociat cu viziuni, clarviziune, precogniție, și Experiențe în afara corpului, iar oamenii care pretind că au dezvoltat capacitatea de a-și folosi al treilea ochi sunt deseori numiți profeți.